# SN 1999em
SN 1999em — сверхновая звезда типа II-P, вспыхнувшая 29 октября 1999 года в галактике NGC 1637, которая находится в созвездии Эридан. Самая яркая сверхновая в 1999 году.

## Характеристики
Сверхновая была зарегистрирована астрономами Ликской обсерватории, принадлежащей Калифорнийскому университету в Санта-Крузе. Благодаря снимкам космического телескопа «Chandra», учёным удалось проследить в рентгеновском диапазоне за процессом вспышки на ранних стадиях.

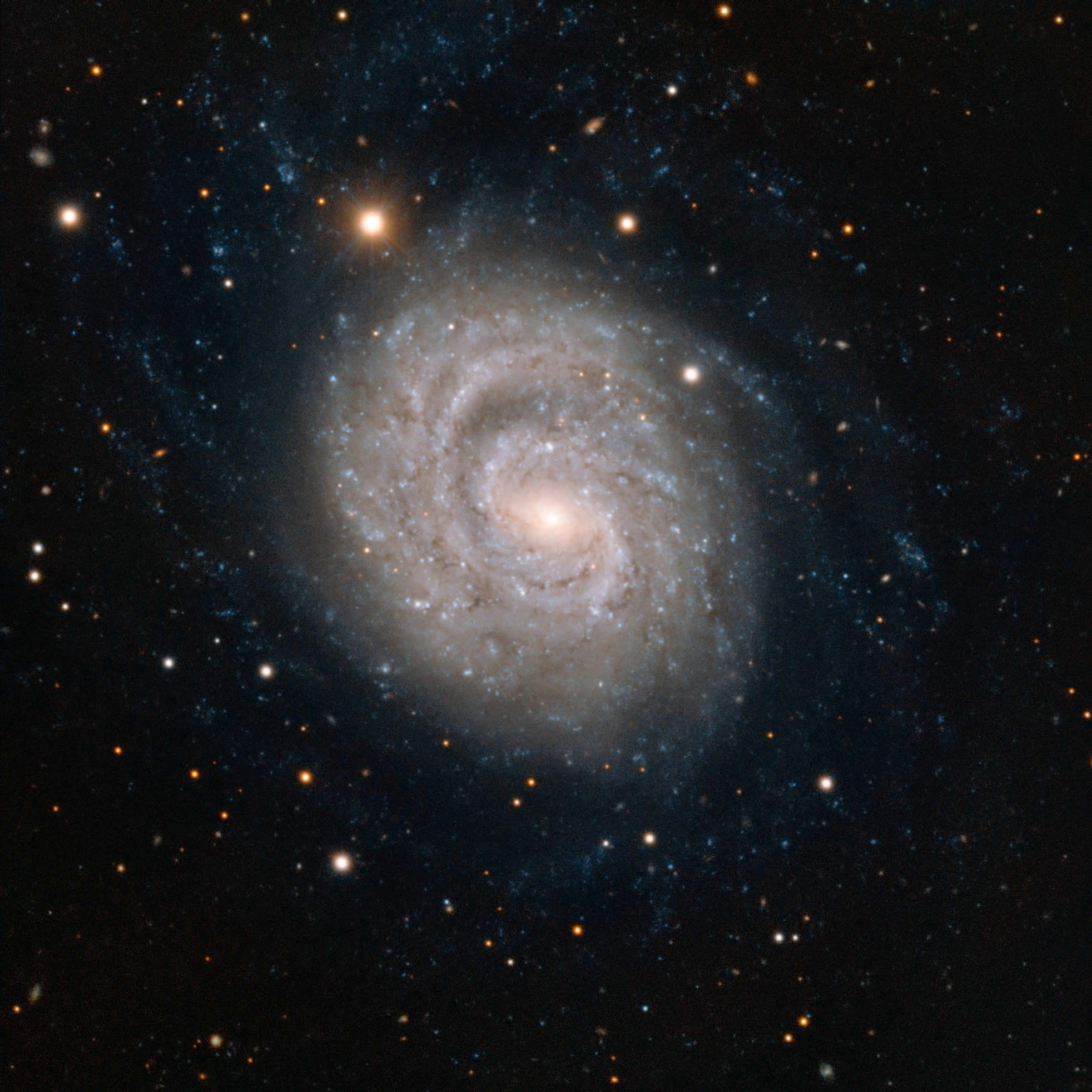
Фотография остатка сверхновой и родительской галактики, полученная VLT.

Несмотря на то, что тысячи сверхновых были запечатлены в оптическом диапазоне, существует лишь несколько фотографий подобных катастрофических процессов в рентгене. Когда были проведены оптические и радионаблюдения за SN 1999em, к работе был подключен «Chandra», позволивший определить толщину сброшенной звёздной оболочки, её плотность и скорость расширения, а также сколько вещества было выброшено во время взрыва. Космический телескоп определил, что сверхновая светила в рентгене мощностью в 50 тысяч Солнц, тогда как в видимом диапазоне яркость достигала 200 миллионов Солнц. Десять дней спустя мощность излучения упала наполовину. Излучения в радиодиапазоне зарегистрировано не было.
Звезда, взорвавшаяся сверхновой, была массой в 19 масс Солнц и радиусом 500 солнечных. Мощность взрыва составляла 1,3⋅1051 эрг. Ударная волна, сопровождавшая взрыв, разогрела сброшенную оболочку до трёх миллионов градусов, из-за чего та стала излучать в рентгене.
Событие произошло на расстоянии 25 миллионов световых лет от нас — в спиральной галактике NGC 1637. Местоположение сверхновой — 15.4" к западу и 17.0" к югу от центра родительской галактики.